# بمب‌گذاری ۲۰۰۹ نزران
بمب‌گذاری ۲۰۰۹ نزران (انگلیسی: 2009 Nazran bombing) یک بمب‌گذاری انتحاری بود که در ۱۷ اوت ۲۰۰۹ رخ داد، زمانی که یک بمب‌گذار انتحاری به مقر پلیس در بزرگ‌ترین شهر اینگوشتیا حمله کرد. حداقل ۲۵ تن کشته و ۱۶۴ نفر زخمی شدند. این جدی‌ترین حمله تروریستی در اینگوشتیا در سال‌های اخیر بود.